# 高杉年雄
高杉 年雄（たかすぎ としお、1904年（明治37年）3月29日-1984年（昭和59年）1月6日）は、日本の医学者、学校経営者。医学博士（北海道帝国大学）。

## 来歴
青森県弘前市で出生後、北海道札幌に移住。1921年北海道庁立札幌第二中学校卒業。1928年（昭和3年）北海道帝國大学医学部卒業。1930年同医学部助手。1933年北海道帝国大学にて論題「沃度代謝と消化器との関係」にて医学博士受く。1933年北海道帝国大学医学部第二内科講師。1934年同医学部第二内科助教授。1947年北海道大学医学部内科学第三講座初代教授及び北海道大学病院医科第三内科長に任命される。1955年（昭和30年）北海道大学医学部附属病院院長。1956年北海道大学評議員。1967年（昭和42年）北海道大学停年退官。同名誉教授。1968年北海道栄養短期大学食物栄養学科教授。1978年北海道栄養短期大学学長、学校法人鶴岡学園理事長、北海道栄養短期大学附属高等学校校長に就任。1983年同退職。
日本内科学会北海道支部長なども務めた。

## 研究領域
消化器系、糖尿病・代謝症候群・痛風・黄疸などの代謝病研究の権威。特に肝臓ガンの研究で大きな功績を残す。

## 受賞歴
- 北海道医師会賞（1960年）
- 勲二等瑞宝章（1975年）

## 親族
親族に、弘前学院短期大学学長・北海道鍼灸専門学校学校長を務めた高杉英男がいる。子息に北海道大学名誉教授の高杉光雄がいる。

## 著書
- 中川諭、猿渡二郎と共著『消化器疾患とその臨牀』（東西医学社、1949年）
- 『一般医家に必要な尿検査法の実際』（日本医書出版、1951年）